# Шишево
Ши́шево (бел. Шышава) — деревня в составе Ректянского сельсовета Горецкого района Могилёвской области Республики Беларусь.

## Географическое положение
Находится на левом берегу реки Поросица.

## Население
- 1999 год — 210 человек
- 2010 год — 119 человек